# 蟠龙山人工瀑布群
蟠龙山人工瀑布群位于柳州蟠龙山公园东北，柳江沿岸，是世界最大的人工瀑布群，已经入选上海大世界基尼斯中国之最。蟠龙山上的“文光塔”，“蟠龙塔”，蟠龙山人工瀑布群，柳江水上音乐喷泉，柳江明珠水上大舞台一起，与文惠桥辉映，形成最唯美的柳州夜景。